# 帕沃·貝里隆德
帕沃·阿蘭·恩格尔贝特·貝里隆德，OBE（1929年4月14日—2012年1月25日），芬蘭指揮家，小提琴家。以让·西贝柳斯作品的詮釋著稱，曾三度灌錄全本西貝柳斯交響曲。

## 生平
貝里隆德在赫尔辛基出生，自小習琴，他的樂器是祖父手工製作完成的。15歲時他立定走向音樂之路的志向，自18歲起開始在餐廳駐演。
二戰期間，貝里隆德在比爾奈斯（Billnäs）的鐵工廠工作。1946年後開始固定以小提琴演奏為業。1949年至1958年間，在芬兰广播交响乐团擔任演奏員（第1小提琴）。一次维也纳爱乐乐团訪問芬蘭，貝里隆德目睹了威廉·富特文格勒的指揮，受到刺激而決定前往維也納求學。
貝里隆德自1949年開始指揮，1953年偕同創設了赫爾辛基室內樂團（Helsingin Kamariorkesteri）。1955年被任命為芬兰广播交响乐团副指揮，1962年起陞任首席指揮，至1971年止。1975年起擔任赫尔辛基爱乐乐团藝術總監（任期共四季），此外也指揮赫爾辛基大學的學生合唱團（1959年–1961年）。

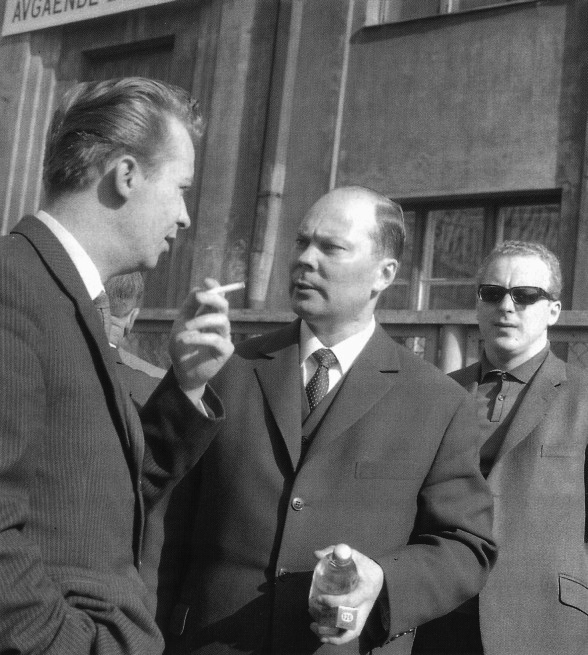
1963年的貝里隆德（圖中者），攝於列寧格勒

他在英國的活動始於1965年指揮伯恩茅斯交響樂團舉行的西贝柳斯百年誕辰紀念演出。1972年他成為該團首席指揮，任職至1979年止，在職期間著力於提升演奏水平。1981年至1985年間擔任蘇格蘭國立管弦樂團首席客座指揮。此外他亦在歐、美兩地巡迴，於柏林爱乐乐团、伦敦交响乐团、德累斯顿国家管弦乐团、聖彼得堡愛樂交響樂團、莫斯科爱乐乐团、萊比錫布商大廈管弦樂團、以色列爱乐乐团等團體客席演出。美國方面，1978年貝里隆德初次在卡内基大厅登場，指揮美國交響樂團演出蕭士塔高維契、西貝柳斯等人的作品。九〇年代起經常指揮纽约爱乐乐团、克利夫兰管弦乐团等團體。1990年，與尤卡-佩卡·萨拉斯特共同創建芬蘭室內樂團（Suomalainen Kamariorkesteri），邀集芬蘭國內頂尖音樂家共演。在此之外，他亦偶爾指揮西貝柳斯音樂學院的交響樂團。1995年「西貝柳斯指揮大賽」首次舉行，貝里隆德是評審團成員之一。
相較於音樂會演出，貝里隆德在劇院的活動較少，2000年他曾率領芬兰国家歌剧院演出貝多芬《费德里奥》。2007年6月1日，貝里隆德在巴黎皮勒耶音樂廳指揮法國廣播愛樂樂團演出，這是他最後一次的公開演出活動。
貝里隆德於2012年1月25日逝世，享年82。2月4日，其遺骸在赫爾辛基入土。

## 作品

### 錄音節選
貝里隆德的錄音數量逾百，與欧洲室内乐团合作錄製了西貝柳斯、勃拉姆斯的交響曲。
在所有的錄音作品中，貝里隆德表示與德累斯顿国家管弦乐团合作的《我的祖國》是他最滿意的，「（他們）是我合作過最好的樂團」。
- 西貝柳斯交響曲（含《库勒沃》），伯恩茅斯交響樂團（英语：Bournemouth Symphony Orchestra），EMI，1970–78年
- 斯美塔那《我的祖國》，德累斯顿国家管弦乐团，Eterna，1978年
- 沃爾頓小提琴協奏曲，艾達·亨德爾與伯恩茅斯交響樂團，EMI（7 64202 2），1978年
- 蕭斯塔科維奇交響曲第6及11號與伯恩茅斯交響樂團，EMI (CDS 7 47790 8) ，1980年
- 柴可夫斯基弦樂小夜曲，德弗乍克弦樂小夜曲，新斯德哥爾摩室內樂團，BIS（CD-243），1983年
- 勃拉姆斯雙重協奏曲，耶胡迪·梅纽因、保羅·托特里耶及伦敦爱乐乐团，EMI，1984年
- 西貝柳斯交響曲（含《芬蘭頌》等交響詩》，赫爾辛基愛樂樂團，EMI，1984–87年
- 尼爾森交響曲，Royal Danish Orchestra，RCA，1987–88年
- 拉赫瑪尼諾夫第3號鋼琴協奏曲，Leif Ove Andsnes與奧斯陸愛樂樂團，EMI，1995年3月（奧斯陸演出實況錄音）
- 西貝柳斯交響曲，歐洲室內樂團，Finlandia，1995–97年
- 勃拉姆斯交響曲，歐洲室內樂團，Ondine（ODE 990-2T），2000年5月（巴登-巴登演出實況錄音）
- 布魯赫第1號小提琴協奏曲，Frank Peter Zimmermann與皇家愛樂樂團，Sony，2004年

## 獲獎與榮譽
- 芬蘭國家音樂獎章，1972年
- 大英帝國官佐勳章，1977年
- 瑞典皇家音樂院（英语：Royal Swedish Academy of Music）會員，1983年
- 土庫愛樂樂團（英语：Turku Philharmonic Orchestra）榮譽指揮，2002年
- 法國金音叉獎（英语：Diapason d'Or）

## 評價
貝里隆德的排練紀律嚴明，為求「完美」而不擇手段。做為勤學型的音樂家，貝里隆德在事前準備階段的縝密，以及演奏當下所展現的精力都十分驚人。對於作品若有不同看法（配器、音量），他會直接在排練時做出改動，此外他也是一名會自己抄寫樂團弓法的指揮者。即使有此名聲，在他指揮生涯的大部分時間裡，其做法仍是受到樂手認可的。
貝里隆德戮力於芬蘭音樂的推廣，與作曲家约纳斯·科科宁之間擁有緊密的互動及合作關係，亦是作曲家如埃里克·贝里曼、乌斯科·梅里莱宁、埃诺尤哈尼·劳塔瓦拉等人的作品首演指揮。他與让·西贝柳斯亦有數面之緣，後者曾親臨貝里隆德指揮現場，對於他的指揮感到相當滿意。之後，貝里隆德指揮完成了《库勒沃》的首張商業錄音。相較於一般對西贝柳斯作品的詮釋方式，貝里隆德（在其生涯中晚期）尤其鍾情於小編制樂團的明晰，經常使用約50人左右的樂團演奏。

## 軼事
- 貝里隆德曾長期持有一把1732年製的Bergonzi小提琴，這把琴也曾由艾萨克·斯特恩持有，2005年售予於倫貝里基金會（芬蘭語：Gyllenbergin säätiö）。此外他亦擁有一把斯特拉迪瓦里琴，其製作年代約在1700年左右，於2012年售予芬蘭文化基金會（英语：Finnish Cultural Foundation）[註 8]。

## 外部連結
- 帕沃·貝里隆德的Discogs页面（英文）